# إن يوتيرو
إن يوتيرو (بالإنجليزية: In Utero) هو الألبوم الثالث والأخير لفرقة الروك الأمريكية نيرفانا، أصدر في 13 سبتمبر 1993 لصالح شركة دي جي سي ريكوردز

## روابط خارجية
- إن يوتيرو على موقع الموسوعة البريطانية (الإنجليزية)
- إن يوتيرو على موقع أول موفي (الإنجليزية)